# Décennie 1920 en arts plastiques
Chronologie des arts plastiques
Années 1910 - Années 1920 - Années 1930
Cet article concerne les années 1920 en arts plastiques.

## Événements
- 23 janvier 1920 : première manifestation Dada en France au Palais des Fêtes rue Saint-Martin à Paris, organisé par la revue Littérature[1].
- 20 mars 1920 : une reproduction de L.H.O.O.Q., ready-made de Marcel Duchamp représentant la Joconde (1919), est publié dans la revue 391 par Francis Picabia[2].
- 5 août 1920 : le Manifeste réaliste des frères Naum Gabo et Antoine Pevsner, qui présente les principes de la peinture constructiviste, est affiché sur les murs de Moscou à l'occasion d'une exposition en plein air de peintures et de sculptures[3].
- 15 octobre 1920 : premier numéro de L'Esprit nouveau, revue d’architecture lancée par Amédée Ozenfant, Le Corbusier et Paul Dermée[4].

- 3 mai-3 juin 1921 : exposition Max Ernst à la galerie Au Sans Pareil à Paris[5].
- Mai 1921 : Manifeste pour les arts plastiques d’Amérique, du peintre mexicain David Alfaro Siqueiros, qui revendique un art d’orientation ouvriériste et anti-bourgeois, publié dans la revue Vida Americana à Barcelone[6].
- 1921 : le décorateur Art déco René Lalique ouvre un atelier de travail du verre à Wingen-sur-Moder[7].

- 10 février 1923-11 mars 1923 : scandale au Salon des indépendants, la sculpture de René Iché Forfaiture  est censuré par la police pour « indécence »[8]. Première participation de Max Ernst, présence également de Raoul Dufy et de Jacques Lipchitz[9].
- 15 août-30 septembre 1923 : première exposition du Bauhaus à Weimar[10] (Walter Gropius, Mies van der Rohe, Poelzig, Mendelsohn, le Corbusier).
- 11 octobre 1924 : ouverture du « bureau de recherches surréalistes », Premier manifeste du surréalisme par André Breton (15 octobre) et le 1er décembre, naissance de la revue La Révolution surréaliste[11].

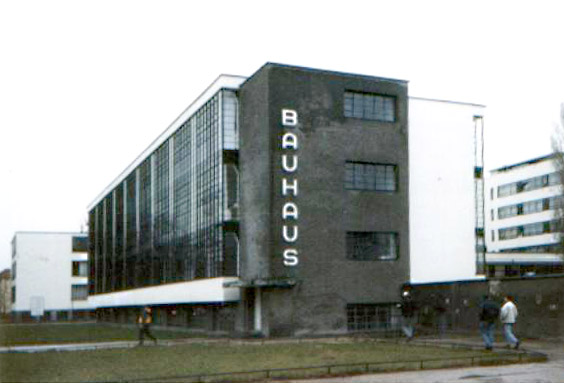
Le Bauhaus de Dessau créé par Walter Gropius

- 1er avril 1925 : le Bauhaus doit quitter Weimar pour Dessau[10].
- 28 avril-30 novembre 1925 : à Paris, a lieu l'Exposition internationale des Arts Décoratifs et industriels modernes[12].

- 17 novembre-15 décembre 1926 : exposition Brancusi Brummer Gallery à New York[13].
- 1928-1929 : Mies Van der Rohe conçoit le pavillon de l'Allemagne à l'exposition de Barcelone[14]. Il prend la tête du Bauhaus en 1930[10].

- 7 novembre-7 décembre 1929 : exposition inaugurale du Museum of Modern Art (MOMA) à New York, qui présente des œuvres de Cézanne, Gauguin, Seurat et Van Gogh[15].

## Réalisations
- 1919-1920 : le peintre hollandais Piet Mondrian peint Composition A : Composition avec noir, rouge, gris, jaune et bleu.
- 1920 :
  - Fresh Widow, sculpture signée par Rrose Sélavy, alter ego artistique de Marcel Duchamp[2].
  - le peintre français Fernand Léger peint Le Remorqueur.

- 1921 :
  - le peintre surréaliste allemand Max Ernst peint L'Éléphant de Célèbes[16].
  - Composition avec grand plan rouge, jaune, noir, gris et bleu  de Piet Mondrian.
- 1923 : Le Grand Remorqueur, tableau de Fernand Léger.
- 1927 : Composition à la main et aux chapeaux, tableau de Fernand Léger.
- 1929 : Figure allongée (Reclining figure) du sculpteur britannique Henry Moore[17].